# يوجين إف. رايس جونيور
يوجين إف. رايس جونيور (بالإنجليزية: Eugene F. Rice, Jr.)‏ هو مؤرخ أمريكي، ولد في 20 أغسطس 1924 في ليكسينغتون في الولايات المتحدة، وتوفي في 4 أغسطس 2008 في نيويورك في الولايات المتحدة.